# Comuna de Iwonicz-Zdrój
Iwonicz-Zdrój (em polonês/polaco: Gmina Iwonicz-Zdrój) é uma comuna) na Polônia, na voivodia de Subcarpácia e no condado de Krosno. A sede do condado é a cidade de Iwonicz-Zdrój.
De acordo com os censos de 2004, a comuna tem 10 905 habitantes, com uma densidade 239,7 hab/km².

## Área
Estende-se por uma área de 45,5 km², incluindo:
- área agrícola: 66%
- área florestal: 22%

## Demografia
Dados de 30 de Junho 2004:
|                      | Total   | Total | Mulheres | Mulheres | Homens  | Homens |
| -------------------- | ------- | ----- | -------- | -------- | ------- | ------ |
|                      | pessoas | %     | pessoas  | %        | pessoas | %      |
| População            | 10 905  | 100   | 5 526    | 50,7     | 5 379   | 49,3   |
| Densidade (pop./km²) | 239,7   | 100   | 121,5    | 121,5    | 118,2   | 118,2  |

De acordo com dados de 2002, o rendimento médio per capita ascendia a 1 555,44 zł.

## Subdivisões
- Iwonicz, Lubatowa, Lubatówka.

## Comunas vizinhas
- Dukla, Miejsce Piastowe, Rymanów